# Synagoge (Nentershausen)

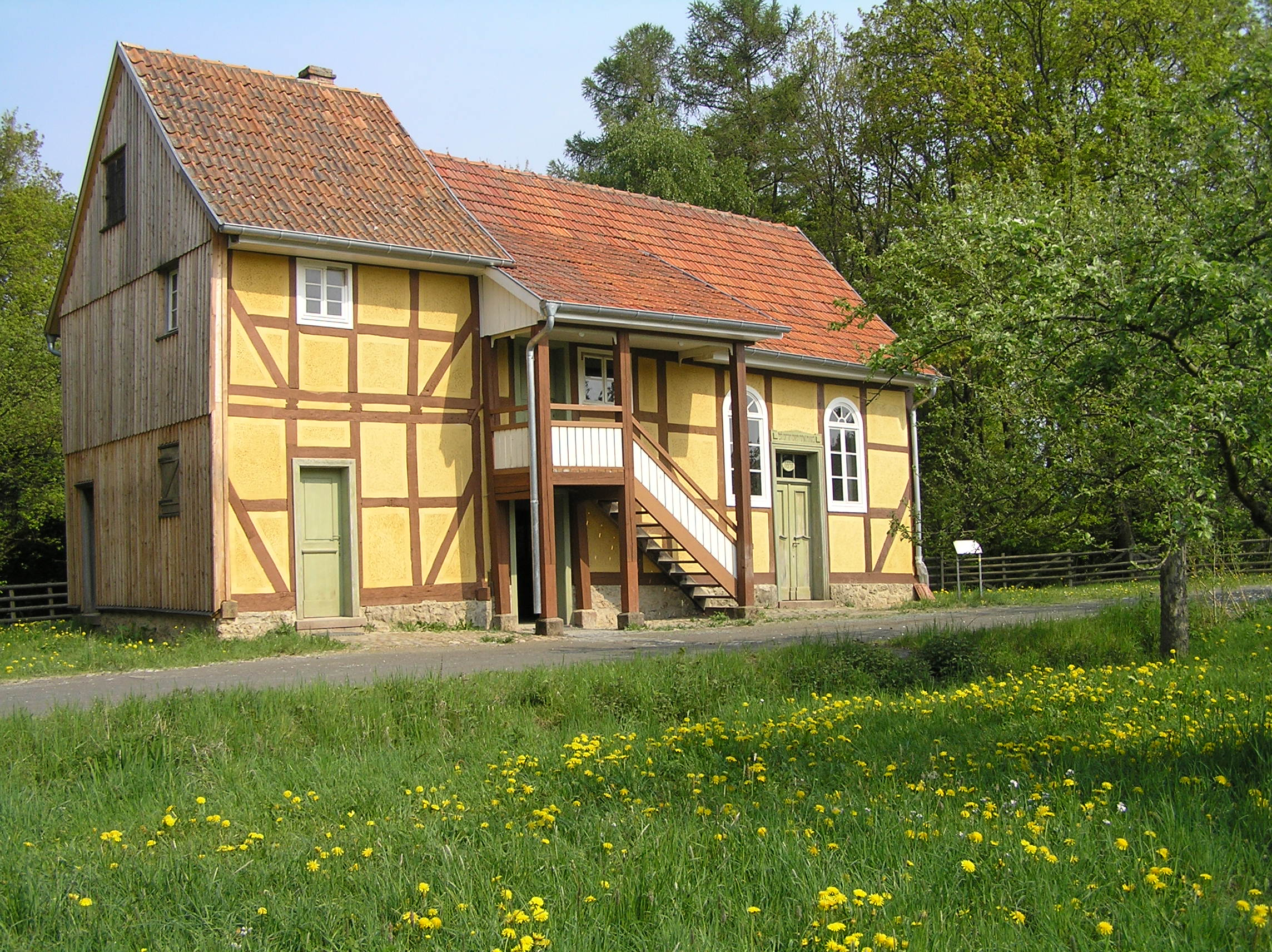
Synagoge aus Nentershausen, heute im Hessenpark

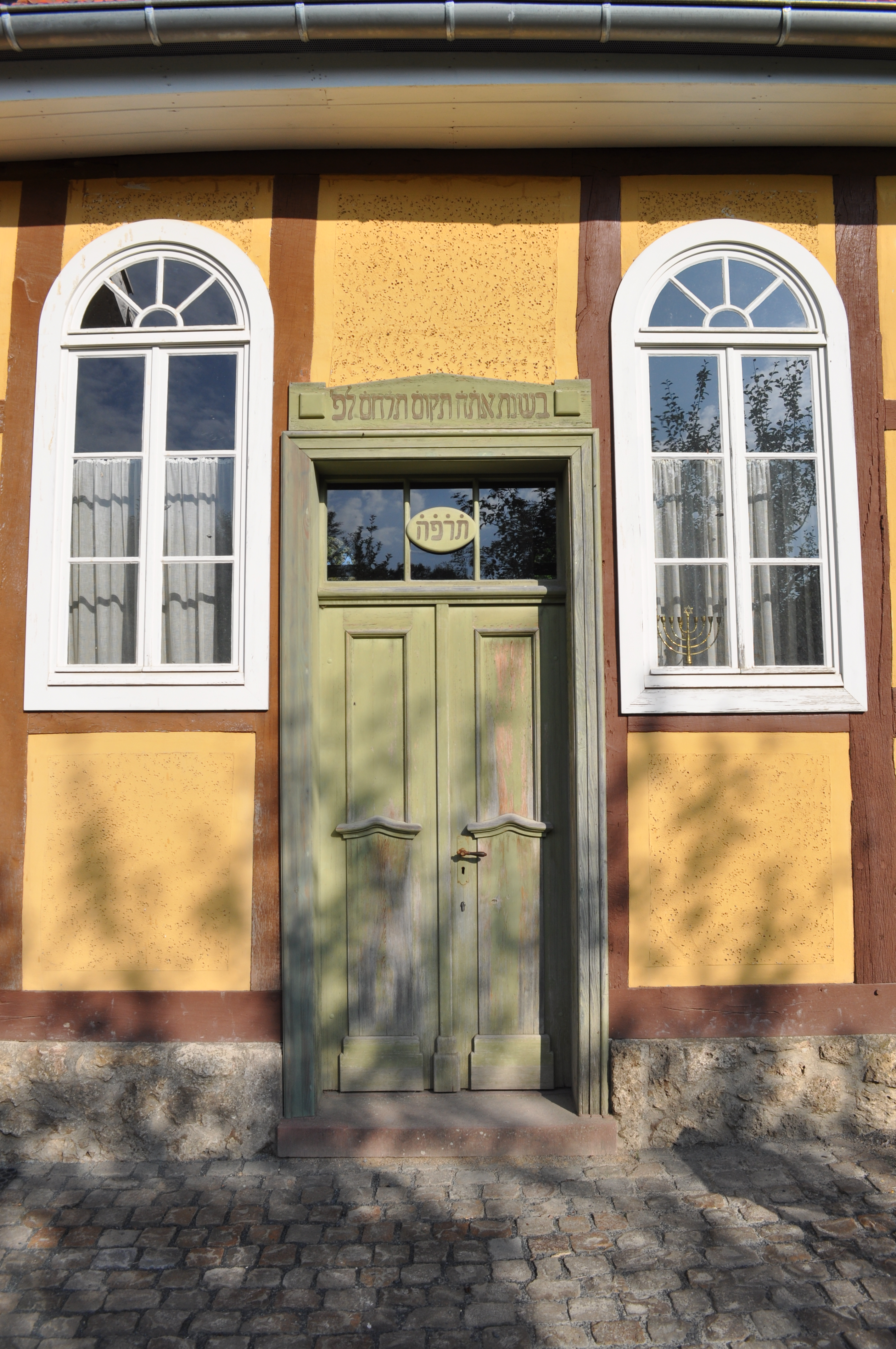
Eingang

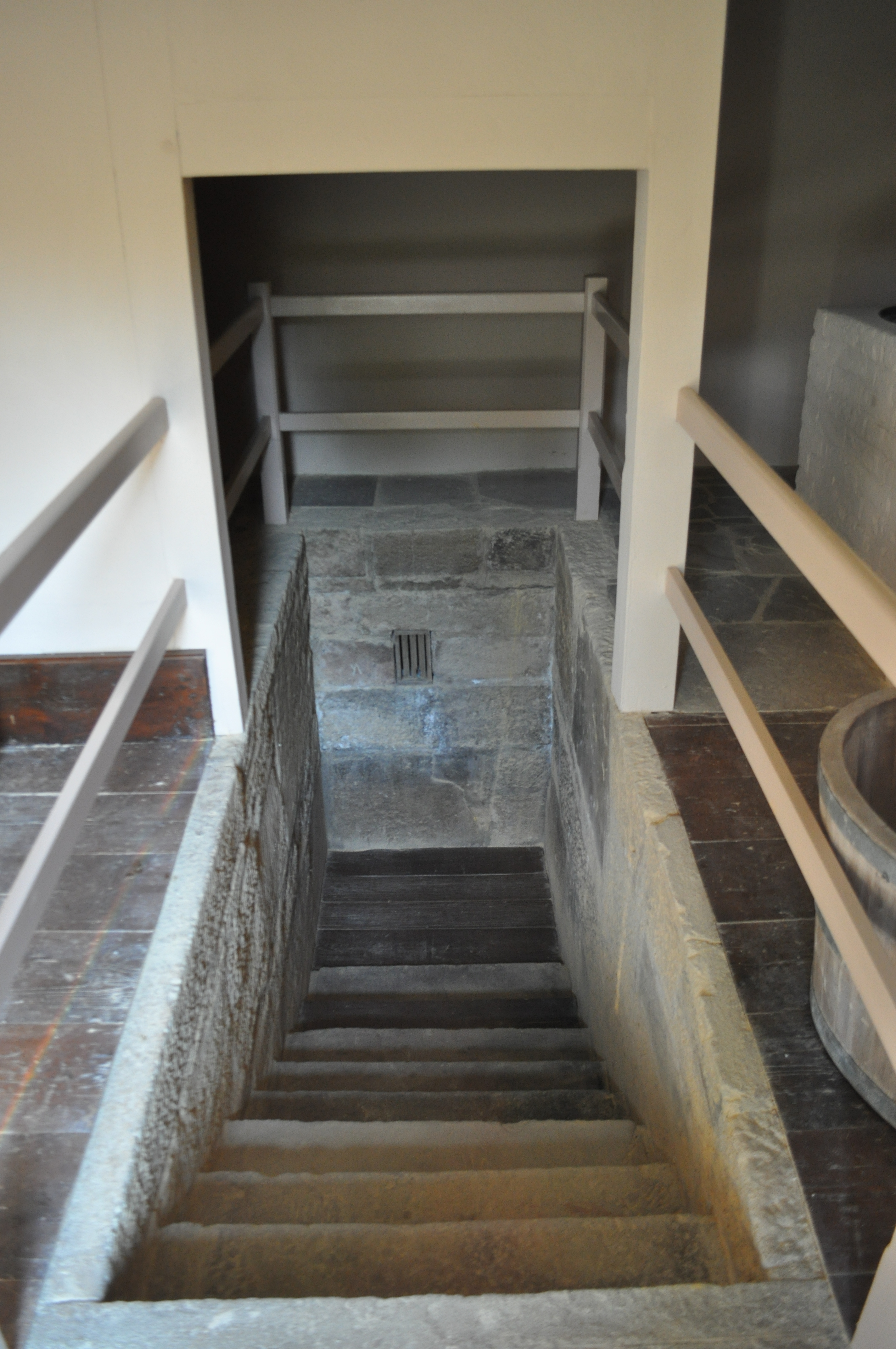
Blick in die Mikwe

Die Synagoge in Nentershausen, einer Gemeinde im Landkreis Hersfeld-Rotenburg im Nordosten von Hessen in Deutschland, wurde um 1810 in einem älteren Fachwerkhaus eingerichtet. Die Synagoge stand an der Straße Unter den Linden in der Nähe des Rathauses und der Post.
Im Jahr 1988 konnte im Freilichtmuseum die Grundsteinlegung für den Wiederaufbau der ehemaligen Synagoge gefeiert werden. Dennoch dauerte es bis zum Aufbau nochmals zwei Jahre. Im April 1992 war das Tauchbecken der ehemaligen Mikwe mit dem Treppenabstieg aufgebaut, im Juni 1992 fand das Richtfest statt. Die Eröffnung für das Publikum erfolgte im Juli 1996.

## Geschichte und Beschreibung
Der eineinhalb Geschoss hohe Saalbau besitzt eine einseitige Frauenempore. Er wird von einem Satteldach gedeckt. Zur Empore, die an der Nord- und Südseite je ein kleines Fenster besitzt, führt eine Außentreppe links vom Eingang.
Nach der Renovierung im Jahr 1925 hatte der Betraum 46 Plätze für Männer und 24 Plätze für Frauen auf der Empore. Bis nach 1933 wurden in der Synagoge Gottesdienste abgehalten.
Beim Novemberpogrom 1938 wurde die Synagoge im Inneren zerstört. Spuren dieser Zerstörung sind noch an den erhaltenen Teilen des heute im United States Holocaust Memorial Museum ausgestellten Toraschreins zu sehen.
Im Jahr 1939 ging das Gebäude in Privatbesitz über. Es wurde als Lager, Werkstatt und Scheune genutzt. 1984 war es in einem derart schlechten Zustand, dass die Denkmalbehörde dem Besitzer die Abrissgenehmigung erteilte. Jedoch interessierte sich 1986 die Museumsleitung des Hessenparks in Neu-Anspach für die ehemalige Synagoge, sodass anlässlich des 50. Jahrestages des Novemberpogroms 1938 im Freilichtmuseum die Grundsteinlegung für den Wiederaufbau der ehemaligen Synagoge gefeiert werden konnte. Nach zwei Jahren war der Aufbau abgeschlossen. Die ehemalige Synagoge wurde beim Wiederaufbau in den Zustand nach der letzten Renovierung im Jahr 1925 versetzt. Die zerstörte Empore wurde rekonstruiert.

## Mikwe
Mit dem Synagogengebäude verbunden war das ehemalige Hirtenhaus, das 1885/86 von der jüdischen Gemeinde gekauft wurde und in dem eine Mikwe (rituelles Bad) eingerichtet wurde. Die Mikwe wurde ebenfalls im Hessenpark wiederaufgebaut.